# Гаджиев, Акиф Джафар оглы
Гаджиев Акиф Джафар оглы (азерб. Akif Cəfər oğlu Hacıyev; 8 декабря 1937, Баку — 3 февраля 2015, Баку) — азербайджанский математик, доктор физико-математических наук, профессор, академик Национальной академии наук Азербайджана.

## Образование
Закончил механико-математический факультет Азербайджанского государственного университета. Защитил докторскую диссертацию по специальности «Математический анализ».

## Достижения
Теоремы об аппроксимации неограниченных непрерывных функций линейными положительными операторами в весовых пространствах; доказательство неравенства типа Бернштейна в терминах индикаторных диаграмм целых функций многих переменных; исследование гладкостных свойств символа многомерного сингулярного интеграла; нахождение осциллирующих мультипликаторов сферических разложений; двухвековые неравенства для сингулярных интегралов, порожденных оператором обобщённого сдвига; исследования по теории потенциалов Рисса и Бесселя и параболических потенциалов, порождённых оператором обобщённого сдвига.
Всего опубликованных научных работ — 70, из них 45 за рубежом.

## Преподавательская деятельность
В 1965—1992 годы преподавал в Азербайджанском государственном университете, Азербайджанском инженерно-строительном институте, Азербайджанском институте народного хозяйства. В 1992—1998 годы — профессор Анкарского университета (Турция). Заведующий кафедрой Национальной академии авиации Азербайджана.

## Научно-административные посты
Академик-секретарь отделения физико-математических и технических наук НАН Азербайджана. Директор Института математики и механики НАНА.